# منسى ملك يهوذا
منسى ملك يهوذا ملك مملكة يهوذا وهو الابن الوحيد للملك حزقيا و حفصيباه، أصبح ملكًا وهو بعمر 12 وكل كذلك حتى عمر 55 حين توفي حسبما جاء في سفر أخبار الأيام الثاني و سفر الملوك الثاني، قدر وليام ألبرايت توليه الحكم من سنة 687-642 ق م ويذكر الكتاب المقدس أن منسى لم يكن مثل والده من إتباع ألله إذ أنه عبد الأصنام والأوثان والنجوم وحتى أنه عبر أبنائه من فوق النار كما كان يفعل الكنعانيين من قبله، لذلك عاقبهُ ألله وجلب عليه الآشوريين وأسروه واقتادوه إلى بابل التي كانت تحت حُكم الإمبراطورية الآشورية في ذلك الوقت وعندما كان في السجن تاب إلى الله، فأطلق الآشوريين سراحه، فرجع إلى أورشليم ليكمل حكمه هناك، توفي منسى في حوالي سنة 643 ق م وتولى الحُكم بعده إبنه أمون.